# Léon-Pierre-Urbain Bourgeois
Urbain Bourgeois, né le 19 août 1842 à Nevers et mort le 11 février 1911  à Paris, est un peintre et graveur français.

## Biographie

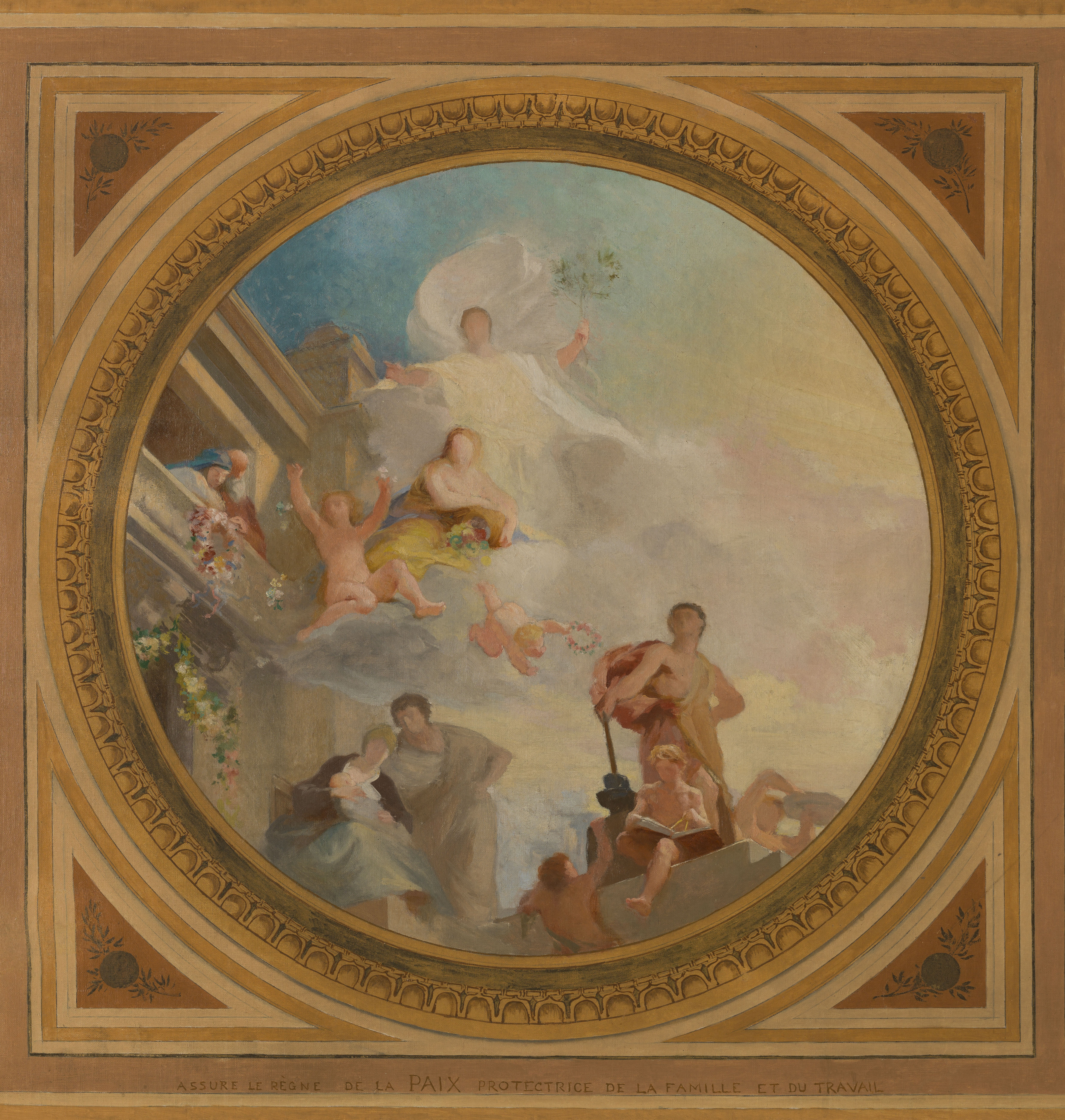
Esquisse pour la mairie du 6ème arrondissement de Paris, Ubrain Bourgeois - 1887.

Léon Pierre Urbain Bourgeois est le fils de Paul Jérôme Bourgeois, artiste peintre, et de Léonide Louise Gabrielle Madeleine Colrat.
Il est nommé chevalier de la Légion d'honneur en 1896.
En 1876, il épouse Louise Anna Masson, Alexis-Joseph Mazerolle est témoin du mariage.
Il est mort à son domicile parisien de la rue de l'Abbaye, à l'âge de 58 ans.

## Distinctions
- Chevalier de la Légion d'honneur (1896).